# Ramino
Il ramino è un gioco di carte di origine anglosassone, che si diffuse in Italia tra gli anni venti e trenta del XX secolo, probabilmente derivando dal texano rummy.      
Il gioco presenta diverse varianti, tra le quali la più conosciuta è forse la scala 40. Proprio per la sua relativa semplicità e diffusione è al contempo un gioco di società e di compagnia, praticabile sia in famiglia sia al bar (anche se in Italia è incluso nella tabella dei giochi proibiti nei locali pubblici) oppure in un ambito salottiero. Come in molti giochi di carte, il suo esito dipende principalmente dalla casualità, dalla sorte, ma non è corretto qualificarlo un "gioco d'azzardo"; in quanto la posta non può essere ingigantita, mancando (tranne che in particolari varianti) la possibilità di rilanciare.

## Regole
Il ramino presenta molte varianti, tutte similari; da esse dipende il numero delle carte. La versione più diffusa è quella che richiede due mazzi di carte francesi più i rispettivi jolly o matte ("ramini"), per un totale dunque di 108 carte. Alcune versioni prevedono l'uso di un solo Jolly per mazzo, per 106 carte. Se i giocatori sono soltanto due, si può giocare anche con un solo mazzo più uno o due jolly.
Stabilito il mazziere, questi distribuisce 8 carte coperte (in talune versioni 7, 9, 10, 13 oppure 14) ad ogni giocatore, distribuendole in senso orario: ne scopre una sul tavolo, che costituisce l'inizio del pozzo degli scarti, e mette le rimanenti coperte in tavola a formare il tallone, o mazzo coperto.
Al suo turno ogni giocatore pesca una carta dal tallone, la inserisce fra le carte che ha in mano e ne scarta una scoperta mettendola nel pozzo (si può anche scartare subito la carta che si è pescata). La mano poi passa al giocatore successivo. Chi ha formato una o più combinazioni, con o senza Jolly, le mette sul tavolo e "apre", se ha abbastanza punti per farlo. Per terminare il turno è necessario scartare, anche nella mano in cui si termina il gioco. 
Un giocatore che ha aperto può, quando è il suo turno, scegliere se pescare una carta dal tallone oppure prendere quella scartata dal giocatore che ha giocato prima di lui. Se prende la carta scartata deve immediatamente aprire, usando anche la carta pescata. Se non ha abbastanza punti per aprire (vedi sotto) o se la carta non gli serve per comporre una combinazione da calare giù, può pescare solamente dal tallone. Chi ha già aperto può prendere la carta scartata dal giocatore precedente a patto di calarla subito in una combinazione, di qualsiasi valore.
Lo scopo del gioco è quello di "chiudere", cioè formare delle combinazioni in modo da calare tutte le carte, compresa una per la pila degli scarti, lasciando gli avversari con il maggior numero di carte in mano. La chiusura definita "in mano" è quella che consente di calare insieme tutte le carte. Quando un giocatore si è liberato di tutte le carte che ha in mano ha "chiuso", cioè ha vinto la mano. Gli altri devono mostrare le carte che hanno in mano e conteggiarne i punti.
Giocando con 14 carte d'apertura, non si riesce a giocare in più di 5 persone. Se il tallone si esaurisce, si prendono gli scarti (tranne l'ultima carta per ovvi motivi), si rimescolano e si crea un nuovo mazzo da cui pescare. 

### Apertura
Per "aprire" si devono comporre delle combinazioni di carte che sommate devono dare un punteggio di almeno 50 punti (40 nella scala quaranta). I valori delle carte rispettano l'ordine nominale: si va dal Due fino al Re; l'Asso si può collocare prima del Due o dopo il Re: nel primo caso vale 1, nel secondo 11. Il valore delle altre carte è quello facciale; tutte le figure valgono 10; il Jolly vale 25. 
La combinazione più semplice è il tris, cioè un minimo di tre carte accomunate dall'essere dello stesso valore (ad esempio: tre Fanti, tre Assi ecc.) ma di seme diverso (sono esclusi i doppioni, salvo previo accordo). Valgono anche i quartetti (o quartine o quatris o poker): quattro carte dello stesso valore ma di seme diverso, con le stesse regole del tris.
L'altra combinazione base è la scala: almeno tre carte dello stesso seme in valore progressivo (ad esempio: 6, 7 e 8 di fiori; 9, 10, Fante e Donna di cuori, ecc.). In genere la scala inizia e finisce con l'asso, salvo accordi diversi tra i giocatori (ad esempio prevedere la possibilità di fare scale con Re, Asso, Due, ecc.).
Il jolly può assumere indistintamente tutti i valori di tutti i semi e quindi serve agli effetti di qualsiasi combinazione (ad esempio: 3 di fiori, 3 di picche, jolly; J di quadri, jolly, K di quadri, ecc.). Alcune versioni prevedono che il Jolly valga 20 o 30 punti al fine del calcolo dei punti di apertura.
Per calcolare il valore dell'apertura si devono sommare i punti delle singole carte calate. Si possono anche calare carte che vanno a completare i tris e le scale sul tavolo precedentemente calate da altri giocatori: ad esempio in un tris di sette con fiori, picche e quadri si potrà aggiungere il sette di cuori, guadagnando sette punti; in una scala di tre, quattro e cinque di picche si potranno aggiungere il due e/o il sei di picche, ecc. In alcune varianti però le carte aggiunte a combinazioni già in tavola valgono zero.
Una volta aperto, nei turni successivi il giocatore può calare altri tris e scale senza curarsi del punteggio, semplicemente quando tocca a lui.
|  |  |  | Un tris, valore 33 punti (11x3)      |
|  |  |  | Una scala, valore 29 punti (9+10+10) |

## Recuperare il Jolly
Dopo che un Jolly è stato calato, questo può essere riutilizzato se un giocatore lo sostituisce con la carta che rappresenta. Ad esempio se in una scala sostituisce il Re di quadri, chi ha in mano un Re di quadri al suo turno può calarlo e scambiarlo col Jolly. Tale scambio non viene calcolato nel punteggio ai fini di un'apertura. Come con le carte che si pescano dal mazzo degli scarti, il Jolly va calato di nuovo immediatamente. 
A seconda delle varianti, per riprendere un Jolly da un tris si devono mettere una o entrambe le carte mancanti. Ad esempio in un tris di 10 con quadri, cuori e un Jolly, si dovranno calare sia il 10 di picche che di fiori per recuperarlo, o uno solo dei due nella variante più semplice: in questo caso si può anche prevedere che chi usa il jolly dichiari prima della fine del turno di gioco quale seme intende rappresentare.

## Calcolo dei punteggi
Quando un giocatore chiude gli altri scoprono le carte che hanno in mano e si procede a contarle, utilizzando lo stesso sistema che si applica alla conta dei punti per l'apertura (con l'eccezione del calcolo del valore del jolly); l'asso nella conta finale vale sempre 11. Il giocatore che ha chiuso prende zero punti. Partita dopo partita, chi arriva per primo a un valore stabilito (ad esempio 300 punti) perde. Si procede in genere eliminando tutti i giocatori che "sballano" fino a determinare il vincitore finale. 
Il valore finale della conta viene in genere arrotondato: fino a 4 si arrotonda a zero, da 5 a nove si arrotonda alla decina superiore. Ad esempio se il valore delle carte che un giocatore ha in mano è 24, saranno segnati 20 punti, se è 25 ne saranno segnati 30. Se si rimane in mano con una o due carte il cui valore è minore di quattro si segna zero. L'asso nella conta finale viene sempre contato 11. Il Jolly, come detto sopra, a seconda delle varianti 20 o 30.
Alcune varianti prevedono un "malus" fisso di 50 punti, detto "messa", che viene assegnato a tutti i giocatori perdenti. Ciò serve per velocizzare le partite, penalizzando i perdenti affinché sballino più velocemente. Ad esempio, chi in mano aveva un valore di 30 punti ne vedrà segnati 80 (30 di mano + 50 di "messa"). Quando un giocatore ha raggiunto un punteggio tale che al turno successivo sballerebbe sicuramente per via della "messa" (a meno che non vinca), si dice che è "mortale". Il giocatore "mortale" non ha bisogno di mettere in pratica tutte quelle strategie per non ritrovarsi con troppi punti in mano in caso di chiusura avversaria, per cui potrà giocarsi il tutto per tutto, aspettando anche fino all'ultimo ad aprire.
La "messa" viene sospesa quando si chiude "di mano", cioè nello stesso turno in cui si apre. In quel caso, detto in alcune varianti "scempio", si contano semplicemente i punti in mano, fatti salvi i consueti arrotondamenti (ad esempio, chi ha 30 vedrà segnati 30 punti, senza "messa"). Al turno successivo però la "messa" sarà doppia, cioè a 100 (ai punti in mano verranno sommati 100 punti). Se di nuovo un giocatore chiude di mano, al turno successivo la messa sarà di 150 punti e così via. Ciò serve per aggiungere un pizzico di imprevedibilità alle partite, per cui anche un "mortale", pur senza vincere, potrebbe trovarsi a giocare ancora numerosi turni, se riesce a tenere in mano carte di valore sufficientemente basso.

## Varianti

### Ramino Casertano
Il Ramino Casertano è un gioco di carte di origine non chiara, si diffuse in Italia tra gli anni sessanta e settanta specialmente in provincia di Caserta, derivando dal ramino.

#### Regole
Si utilizzano due mazzi di carte francesi con i rispettivi jolly, per un totale dunque di 108 carte. 
Lo scopo è quello di legare tutte le proprie carte in combinazioni valide ai fini della chiusura. In caso di chiusura da parte di un avversario, le combinazioni legate non sono penalizzabili nel punteggio. 
Le combinazioni valide sono:
- tris in su: tre o più carte dello stesso valore (es.: 3 Fanti, 3 Assi ecc.). Possono essere anche dello stesso seme
- scala reale: tre carte o più dello stesso seme in ordine progressivo (es.: 6, 7 e 8 di fiori; 9, 10, Fante e Donna di cuori, ecc.);
- colore: tutte carte dello stesso seme non in ordine progressivo;
- ramino: sette carte tutte dello stesso valore senza jolly (es. sette Donne)

#### Inizio del gioco
Stabilito il mazziere, si alza il mazzo. Se sotto c'è un jolly, si butta a terra e lo pescherà il primo giocatore. Il mazziere distribuisce 13 carte coperte ad ogni giocatore, distribuendole in senso antiorario; se un jolly non è stato buttato a terra scopre una carta sul tavolo, che costituisce l'inizio del pozzo degli scarti, e mette le rimanenti coperte in tavola a formare il tallone.
In ogni turno ogni giocatore fa due operazioni: pescare e scartare. 
Al suo turno ogni giocatore pesca una carta dal mazzo o dal pozzo degli scarti, la inserisce fra le carte che ha in mano e ne scarta una scoperta mettendola nel pozzo. Si può scartare subito la carta che si è pescata. La mano poi passa al giocatore successivo.

#### Chiusura
Lo scopo del gioco è quello di "chiudere", cioè formare delle combinazioni in modo da calare tutte le carte lasciando gli avversari con il maggior numero di carte non chiuse o di formare un ramino, cioè sette carte uguali senza jolly. Se viene formato un ramino il giocatore mostra le sette carte e vince la partita, anche se non ha legato le altre carte.
Quando un giocatore, dopo aver pescato ha legato tutte le carte che ha in mano ha "chiuso", cioè ha vinto la mano.

#### Punteggio
Alla chiusura si attribuiscono dei crediti e dei punti:
| Tipo chiusura     | Punti                  | Crediti |
| ----------------- | ---------------------- | ------- |
| Chiusura semplice | -10                    | 1       |
| Colore            | -20                    | 2       |
| Scala reale       | -50                    | 5       |
| Ramino            | Vittoria della partita | -       |

Gli altri devono calare le carte e conteggiare i punti che hanno in mano secondo il valore delle carte.
Quando un giocatore arriva a 110 punti ha perso la partita. Può rientrare, pagando una posta, al punteggio del giocatore con il punteggio più alto. Al termine della partita ogni credito viene pagato una cifra stabilita.

#### Valori delle carte
I valori delle carte rispettano l'ordine nominale: si va dal Due fino al Re e l'Asso si può collocare prima del Due o dopo il Re.
Il valore delle carte è quello facciale, tutte le figure valgono 10, l'asso 11 e il Jolly vale 50. 
| Carta     | Valore          |
| --------- | --------------- |
| Da 2 a 10 | Valore facciale |
| J, Q, K   | + 10 punti      |
| Asso      | + 11 punti      |
| Jolly     | + 50 punti      |